# Salt Lake Golden Eagles
Salt Lake Golden Eagles byl profesionální americký klub ledního hokeje, který sídlil v Salt Lake City ve státě Utah. V letech 1984–1994 působil v profesionální soutěži International Hockey League. Před vstupem do IHL působil ve Western Hockey League a Central Professional Hockey League. Golden Eagles ve své poslední sezóně v IHL skončily v základní části. Klub byl během své existence farmami celků NHL. Jmenovitě se jedná o Boston Bruins, Montreal Canadiens, Buffalo Sabres, Los Angeles Kings, California Seals, Cleveland Barons, St. Louis Blues, Minnesota North Stars, Calgary Flames a New York Islanders. Své domácí zápasy odehrával v hale Vivint Smart Home Arena s kapacitou 14 000 diváků. Klubové barvy byly zelená a zlatá.
Zanikl v roce 1994 přestěhováním do Detroitu, kde byl vytvořen tým Detroit Vipers. Jednalo se o dvojnásobného vítěze Turner Cupu (sezóny 1986/87 a 1987/88).

## Úspěchy
- Vítěz CPHL ( 3× )
  - 1974/75, 1979/80, 1980/81
- Vítěz Turner Cupu ( 2× )
  - 1986/87, 1987/88

## Přehled ligové účasti
Zdroj: 
- 1969–1974: Western Hockey League
- 1974–1975: Central Professional Hockey League (Severní divize)
- 1975–1981: Central Professional Hockey League
- 1981–1982: Central Professional Hockey League (Severní divize)
- 1982–1984: Central Professional Hockey League
- 1984–1992: International Hockey League (Západní divize)
- 1992–1994: International Hockey League (Pacifická divize)